# Alexandra Mueller
Alexandra Mueller (* 14. Februar 1988 in Abington, Pennsylvania) ist eine US-amerikanische Tennisspielerin.

## Karriere
Alexandra Mueller spielt seit ihrem fünften Lebensjahr Tennis und bevorzugt dafür den Sandplatz. Sie spielt vorrangig Turniere des ITF Women’s Circuit, auf denen sie bislang sieben Einzel- und 21 Doppeltitel gewann.
Ihr erstes $10.000-Turnier gewann sie bereits mit 15 Jahren in Mont Tremblant. Anschließend erhielt sie eine Wildcard für ihr erstes WTA-Turnier, die Bell Challenge 2003, wo sie aber bereits in der ersten Qualifikationsrunde scheiterte.
2004 erhielt sie für die Qualifikationen zum Cellular South Cup, zu den JPMorgan Chase Open, zur Bell Challenge sowie der Qualifikation zu den US Open, wo sie jeweils in der ersten Runde scheiterte, jeweils eine Wildcard.
Bis 2008 nahm sie an mehreren Qualifikationen zu weiteren WTA-Turnieren teil, konnte aber keine größeren Erfolge erzielen.
2009 und 2010 spielte sie wieder ausschließlich ITF-Turniere. Ihre bislang höchste Weltranglistenposition erreichte sie im Juli 2009 mit Platz 280. Bei der Qualifikation zu den US Open scheiterte sie 2010 wiederum in der ersten Qualifikationsrunde.
Ihren größten Erfolg auf der WTA Tour 2011 konnte sie als Qualifikantin mit dem Erreichen der Hauptrunde der Citi Open 2011 feiern, wo sie dann allerdings in der ersten Runde gegen die an Nummer 2 gesetzte Nadja Petrowa ausschied. Im selben Jahr feierte sie mit dem Gewinn von drei $50.000-Turnieren im Doppel ihre größten Erfolge, was ihr Ende September 2011 Position 160 in der Doppelweltrangliste einbrachte.
In den folgenden Jahren konzentrierte sie sich auf ITF-Turniere und feierte weitere Titel im Doppel.

## Turniersiege

### Einzel
| Nr. | Datum         | Turnier            | Kategorie   | Belag     | Finalgegnerin       | Ergebnis      |
| --- | ------------- | ------------------ | ----------- | --------- | ------------------- | ------------- |
| 1.  | 1. Juni 2003  | Mont-Tremblant     | ITF $10.000 | Sand      | Erica Biro          | 6:0, 6:2      |
| 2.  | 28. März 2004 | Monterrey          | ITF $10.000 | Hartplatz | Natalia Garbellotto | 5:7, 6:1, 6:4 |
| 3.  | 6. Juli 2008  | Waterloo           | ITF $25.000 | Sand      | Sharon Fichman      | 6:3, 6:3      |
| 4.  | 7. Juni 2009  | Hilton Head Island | ITF $10.000 | Hartplatz | Alison Riske        | 6:1, 3:6, 6:3 |
| 5.  | 23. Mai 2010  | Landisville        | ITF $10.000 | Hartplatz | Kyle McPhillips     | 6:2, 5:7, 6:0 |
| 6.  | 5. Juni 2011  | Hilton Head Island | ITF $10.000 | Hartplatz | Bojana Bobusic      | 6:2, 6:0      |
| 7.  | 23. Juni 2013 | Buffalo            | ITF $10.000 | Sand      | Alissa Kleibanowa   | 7:5, 6:4      |

### Doppel
| Nr. | Datum              | Turnier            | Kategorie   | Belag     | Partnerin            | Finalgegnerinnen                     | Ergebnis         |
| --- | ------------------ | ------------------ | ----------- | --------- | -------------------- | ------------------------------------ | ---------------- |
| 1.  | 10. Juni 2007      | Hilton Head Island | ITF $10.000 | Hartplatz | Stacia Fonseca       | Ryōko Fuda Mami Inoue                | 6:3, 6:2         |
| 2.  | 28. Juni 2009      | Waterloo           | ITF $25.000 | Sand      | Allie Will           | Heidi El Tabakh Tetiana Luzhanska    | 6:2, 6:1         |
| 3.  | 23. Mai 2010       | Landisville        | ITF $10.000 | Hartplatz | Gail Brodsky         | Dianne Hollands Tiffany Welford      | 4:6, 7:5, [10:2] |
| 4.  | 30. Mai 2010       | Sumter             | ITF $10.000 | Hartplatz | Ashley Weinhold      | Nicole Melichar Alexandra Leatu      | 6:1, 6:3         |
| 5.  | 29. Mai 2011       | Carson             | ITF $50.000 | Hartplatz | Asia Muhammad        | Christina Fusano Yasmin Schnack      | 6:2, 6:3         |
| 6.  | 26. Juni 2011      | Boston             | ITF $50.000 | Hartplatz | Tetiana Luzhanska    | Sharon Fichman Marie-Ève Pelletier   | 7:63, 6:3        |
| 7.  | 10. Juli 2011      | Waterloo           | ITF $50.000 | Sand      | Asia Muhammad        | Eugenie Bouchard Megan Moulton-Levy  | 6:3, 3:6, [10:7] |
| 8.  | 26. Mai 2013       | Sumter             | ITF $10.000 | Hartplatz | Kristy Frilling      | Jamie Loeb Sanaz Marand              | 6:4, 6:3         |
| 9.  | 2. Juni 2013       | Hilton Head Island | ITF $10.000 | Hartplatz | Kristy Frilling      | Hayley Carter Josie Kuhlman          | 6:3, 6:4         |
| 10. | 23. Juni 2013      | Buffalo            | ITF $10.000 | Sand      | Emily Harman         | Sachie Ishizu Denise Starr           | 4:6, 6:3, [10:7] |
| 11. | 29. September 2013 | Amelia Island      | ITF $10.000 | Sand      | Maria Fernanda Alves | Roxanne Ellison Sierra Ellison       | 7:5, 6:3         |
| 12. | 6. Oktober 2013    | Hilton Head Island | ITF $10.000 | Sand      | Jillian O’Neill      | Kristi Boxx Abigail Guthrie          | 6:4, 6:1         |
| 13. | 11. Mai 2014       | Raleigh            | ITF $25.000 | Sand      | Hsu Chieh-yu         | Danielle Lao Keri Wong               | 6:3, 6:3         |
| 14. | 22. Juni 2014      | Bethany Beach      | ITF $10.000 | Sand      | Lena Litvak          | Rima Asatrian Katerina Stewart       | 6:4, 6:1         |
| 15. | 29. Juni 2014      | Charlotte          | ITF $10.000 | Sand      | Lena Litvak          | Sophie Chang Andie Daniell           | 6:3, 6:3         |
| 16. | 21. Juni 2015      | Sumter             | ITF $25.000 | Hartplatz | Ashley Weinhold      | Jacqueline Cako Danielle Lao         | 5:7, 7:5, [10:6] |
| 17. | 12. Juni 2016      | Bethany Beach      | ITF $10.000 | Sand      | Sophie Chang         | Veronica Miroshnichenko Sofia Sewing | 6:1, 6:4         |
| 18. | 24. Juli 2016      | Evansville         | ITF $10.000 | Hartplatz | Sophie Chang         | Brynn Boren Keri Wong                | 6:1, 6:4         |
| 19. | 13. August 2017    | Landisville        | ITF $25.000 | Hartplatz | Sophie Chang         | Xenija Lykina Emily Webley-Smith     | 4:6, 6:3, [10:5] |
| 20. | 29. April 2018     | Charlottesville    | ITF $80.000 | Sand      | Sophie Chang         | Ashley Kratzer Whitney Osuigwe       | 3:6, 6:4, [10:7] |
| 21. | 7. Oktober 2018    | Charleston         | ITF $25.000 | Sand      | Sophie Chang         | Hsu Chieh-yu Gabriela Talabă         | 6:4, 6:4         |